# سان لورنتزو این باناله
سان لورنتزو این باناله (به ایتالیایی: San Lorenzo in Banale) یک کومونه در ایتالیا است که در ترنتینو واقع شده‌است. سان لورنتزو این باناله ۶۲٫۱ کیلومتر مربع مساحت و ۱٬۱۵۷ نفر جمعیت دارد و ۷۵۸ متر بالاتر از سطح دریا واقع شده‌است.